# Schiavi dell'inferno
Schiavi dell'inferno (The Hellbound Heart, "Il cuore legato all'inferno") è un romanzo breve dell'orrore dello scrittore inglese Clive Barker, pubblicato inizialmente nel novembre del 1986 dalla casa editrice Dark Harvest nel terzo volume della serie antologica Night Visions, per poi essere ripubblicato in un singolo volume dalla HarperCollins nel 1988 e in Italia dalla Sonzogno nel 1991; si tratta di un esempio dello stile macabro e sanguinolento introdotto da Barker nella sua raccolta di racconti Libri di sangue. 
L'opera ha ispirato il film Hellraiser - Non ci sono limiti di Clive Barker del 1987, primo di una fortunata serie.

## Trama
Frank Cotton è un edonista che ha consacrato la sua vita alla ricerca egoistica delle sensazioni sessuali più estreme ma che, ritenendo di avere sperimentato ogni piacere che il mondo possa offrire, si sente inappagato e desideroso di qualcosa di più spinto. È così che Frank, avendo sentito parlare della Scatola di Lemarchand, un cubo-rompicapo che consisterebbe in una porta per una dimensione di smisurato piacere, ne rintraccia il proprietario a Düsseldorf e, ottenuta la Scatola facendo dei piccoli favori all'uomo, ritorna con essa alla casa della defunta nonna in Inghilterra dove, preparate delle offerte rituali per gli abitanti di quel regno, i "Cenobiti" o "Supplizianti", membri di un ordine religioso dedito ad esperienze di piacere estreme, apre la Scatola.
Aperta la scatola, Frank scopre, suo malgrado, che i Cenobiti, invece che delle belle donne, sono orribili creature i cui corpi sono stati mutilati e modificati al punto da apparire asessuati, quando però questi esseri gli propongono esperienze mai provate in precedenza, Frank, sebbene ripetutamente avvertito che tali esperienze potrebbero non essere quello che si aspetta e che non potrà recedere dall'accordo che durerà in eterno, accetta con entusiasmo la loro proposta. 
Frank viene così risucchiato nel mondo dei Supplizianti dove diventa l'ultima "cavia" dei loro esperimenti; i Cenobiti infatti lo sottopongono a sovraccarichi sensoriali sensoriali che si rivelano delle torture; è così che Frank si rende conto che la devozione dei Supplizianti al sadomasochismo è così estrema che non sono più in grado di capire la differenza tra il piacere e il dolore. 
Qualche tempo dopo. Il fratello di Frank, Larry "Rory" Cotton, si trasferisce nella casa della nonna con la moglie Julia che, a sua insaputa, aveva avuto una relazione con Frank una settimana prima delle nozze e del quale è tuttora ossessionata, infatti era rimasta con Rory solo per i suoi soldi. Durante il trasloco, Rory si taglia accidentalmente e alcune gocce del suo sangue cadono proprio nel punto in cui Frank era stato prelevato dai Supplizianti; è così che il sangue di Rory, mescolato allo sperma che Frank aveva eiaculato sul pavimento poco prima di sparire, apre un altro varco dimensionale attraverso il quale Frank riesce a fuggire dalla dimensione dei Cenobiti e tornare nella nostra. Tuttavia, il suo corpo si è ridotto ad un cadavere essiccato per effetto degli esperimenti dei Supplizianti, così, quando Julia lo trova, gli promette di aiutarlo a ricostituire il suo corpo con sacrifici umani purché possano riprendere la loro relazione. È così che, mentre Rory è al lavoro, Julia seduce uomini nei bar, li portarli nella soffitta e li assassina per poi offrirli in pasto a Frank, il cui corpo inizia lentamente a rigenerarsi.
Kirsty, un'amica di Rory che lo ama segretamente, insospettita, inizia a credere che Julia abbia un amante e cerca di coglierla sul fatto, ma, invece, incontra Frank, che attenta alla sua vita. Kirsty, però, si salva, ruba la Scatola e scappa dalla casa, svenendo esausta in una stradina poco distante. Portata in ospedale, Kirsty risolve il rompicapo evocando inavvertitamente i Supplizianti che, inizialmente, provano a portare Kirsty con loro. Saputo però che Frank è fuggito dalla loro realtà, i Supplizianti accettano di non toccare Kirsty in cambio della restituzione di Frank.
Tornata alla casa dei Cotton, Kirsty viene attaccata nuovamente da Frank, che ora indossa la pelle di Rory, ma, alla fine, Frank uccide accidentalmente Julia invece che Kirsty. È a questo punto che, mentre Kirsty, in fondo alle scale, vede la testa staccata di Julia chiederle aiuto, richiesta che non ha successo dato che la testa luminosa di una creatura, L'Ingegnere, appare per portarla via, nella casa, appaiono i Supplizianti che dilaniano Frank con un gran numero di uncini per riportarlo nel loro regno. 
Mentre abbandona la casa, Kirsty è urtata dalla forma umana dell'Ingegnere che la esorta ad aver cura della Scatola finché un altro degenerato non verrà a cercarla. Guardando la sua superficie laccata, Kirsty immagina di vedervi riflessi i volti di Julia e Frank, ma non quello di Rory così si domanda se esistano altri rompicapi, attraverso i quali trovare la strada per raggiungere Rory ed aprirgli le porte del paradiso.

## Edizioni
- (EN) Clive Barker, The Hellbound Heart, in George R. R. Martin (a cura di), Night Visions, III, Arlington Heights (Illinois), Dark Harvest, 1986, ISBN 0913165131.
- Clive Barker, Schiavi dell'inferno, collana I romanzi Sonzogno, traduzione di Tullio Dobner, Milano, Sonzogno, 1991, ISBN 88-454-0422-6.
- Clive Barker, Schiavi dell'inferno, collana I Grandi Tascabili Bompiani. Best Seller, traduzione di Tullio Dobner, n. 306, Milano, Bompiani, 1993, ISBN 88-452-2134-2.
- Clive Barker, Schiavi dell'inferno, traduzione di Francesca Noto, Trieste, Independent Legions Publishing, 2017, ISBN 978-88-99569-62-4.